# Германув (Люблінське воєводство)
Германув (пол. Hermanów) — село в Польщі, у гміні Войцешкув Луківського повіту Люблінського воєводства.
Населення — 95 осіб (2011).
У 1975-1998 роках село належало до Седлецького воєводства.

## Демографія
Демографічна структура станом на 31 березня 2011 року:
|          | Загалом | Допрацездатний вік | Працездатний вік | Постпрацездатний вік |
| -------- | ------- | ------------------ | ---------------- | -------------------- |
| Чоловіки | 46      | 15                 | 27               | 4                    |
| Жінки    | 49      | 11                 | 26               | 12                   |
| Разом    | 95      | 26                 | 53               | 16                   |